# Archiwum Instytutu Antropologii i Etnologii Uniwersytetu im. Adama Mickiewicza w Poznaniu
Archiwum Instytutu Antropologii i Etnologii Uniwersytetu im. Adama Mickiewicza w Poznaniu – archiwum etnograficzne przy Instytucie Antropologii i Etnologii UAM. 

## Historia
Archiwum powstało w 1972 roku w Katedrze Etnografii UAM wobec nagromadzenia się licznych materiałów będących rezultatem działalności naukowej placówki i prowadzonych badań terenowych. Materiały miały być uporządkowane, zabezpieczone i zinwentaryzowane, a następnie opracowywane, udostępniane i dalej systematycznie gromadzone. Osobą tworzącą podwaliny archiwum była wówczas świeżo wypromowana absolwentka mgr Danuta Penkala. Przystępując do opracowywania zastanych zbiorów zaprojektowała ona księgę inwentarzową do rejestracji fotografii czarno-białych z negatywami, specjalne (zróżnicowane ze względu na format) pudła do przechowywania negatywów oraz pudełka i karty do katalogowania wglądówek z negatywów. Zarejestrowano wtedy w inwentarzu 1841 pozycji. Następnie D. Penkala zaprojektowała i założyła dalsze inwentarze: przeźroczy czarno-białych i kolorowych wraz z katalogami: 
- rzeczowo-geograficznym (1.145),
- materiałów z wywiadów terenowych (przechowywanych w specjalnych pudełkach, zarejestrowała 161 takich wywiadów),
- wycinków prasowych (przechowywanych w specjalnych wiszących teczkach, a posegregowanych wg zawartości tematycznej, 520 pozycji),
- maszynopisów (9 pozycji)
- kaset magnetofonowych z zarejestrowanymi nagraniami (25 pozycji).

W związku z podjęciem przez D. Penkalę studiów doktoranckich w 1978 roku w archiwum została zatrudniona studentka V roku etnografii Irena Kabat. System archiwizowania i zabezpieczania zbiorów w sposób zaprojektowany wcześniej sprawdził się, stąd nowa pracowniczka kontynuowała rozpoczętą inwentaryzację ww. zbiorów doprowadzając do wzrostu stanu liczbowego archiwaliów, który aktualnie przedstawia się następująco:
- fotografie z negatywami – 6.274
- przeźrocza – 2.123

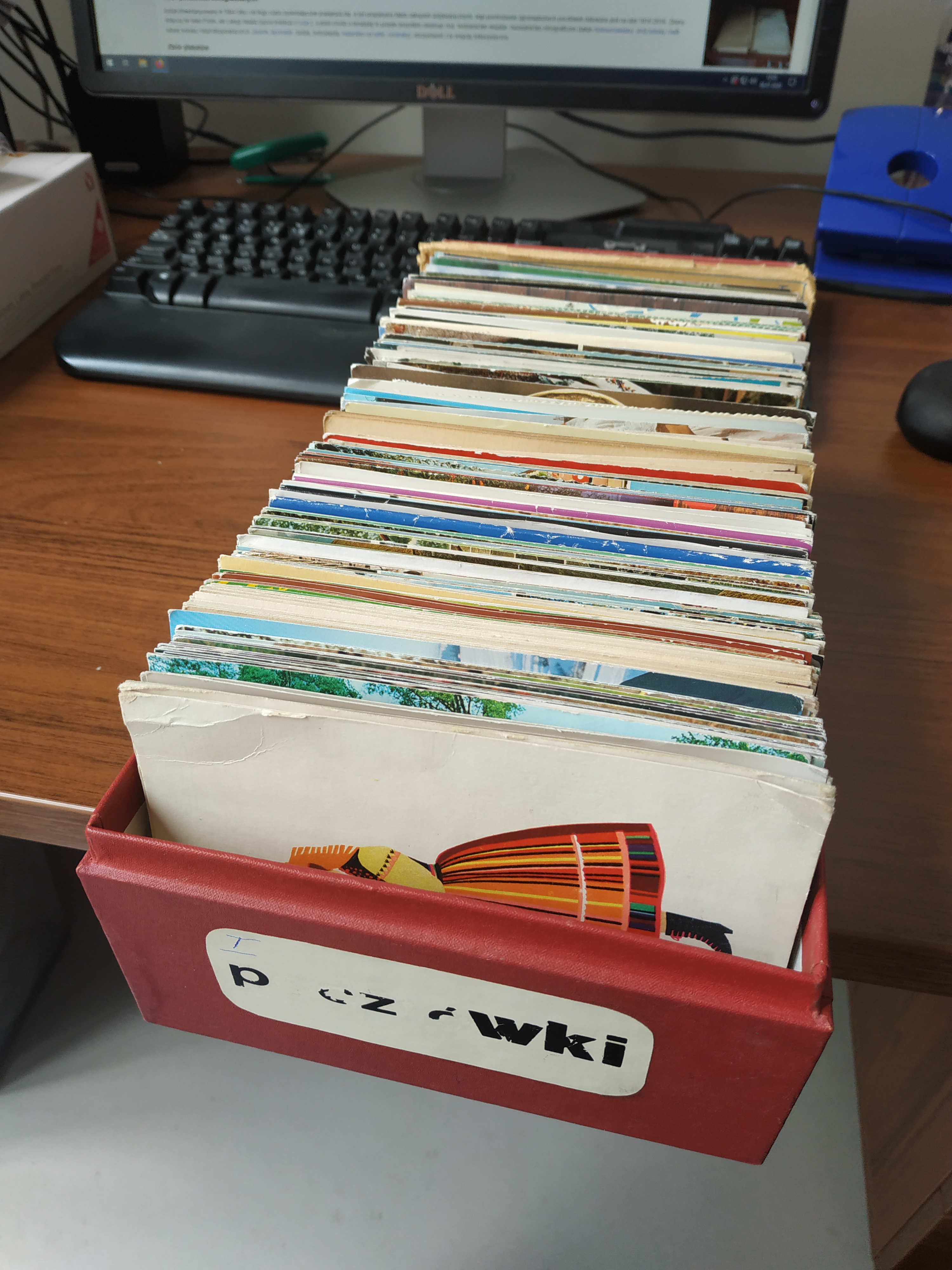
Zbiór pocztówek archiwum Instytutu Antropologii i Etnologii UAM

- materiały z wywiadów terenowych – 2.003
- wycinki prasowe – 2.359
- maszynopisy i rękopisy – 120
- nagrania magnetofonowe – 56

Z upływem lat archiwum rozszerzało zakres swojej działalności i były tworzone kolejne zbiory. W ten sposób I. Kabat zaprowadziła nowe inwentarze:
- fotografie bez negatywów – 1.243
- filmy – 78
- kwestionariusze i ankiet do badań terenowych (z katalogiem rzeczowym) – 133
- katalogi, informatory i przewodniki muzealne i wystawowe (z katalogiem zawartości) – 478
- rysunki – 114
- pocztówki o tematyce etnograficznej – 1.484
- plakaty– 36

## Zawartość poszczególnych inwentarzy

### Zbiór fotografii z negatywami
dotyczy głównie dwóch obszarów: Wielkopolski, ale też innych regionów Polski (zdjęcia robione od połowy lat 50., m.in. do monografii "Kultura ludowa Wielkopolski"), które ukazują zagrodę i budownictwo wiejskie, rolnictwo, narzędzia i sprzęty, transport wiejski, rzemiosło, wydarzenia folklorystyczne, życie społeczne, obrzędowość, sztukę nieprofesjonalną oraz z Afganistanu (z Etnologicznej Wyprawy Azjatyckiej „EWA-76”), ale także z innych rejonów Europy i świata. W zbiorach są również reprodukcje z różnych wydawnictw, fotografie obrazujące wydarzenia instytutowe czy zjazdy absolwentów. Autorami zdjęć są m.in.: Marek Bero, Bogusław Biegowski, Andrzej Brencz, Józef Burszta, Milan Chlebana, Marek Gawęcki, Bolesław Januszkiewicz, Irena Kabat, Stanisław Kusza, Bogusław Linette, Teresa Okoniewska, Danuta Penkala, Jarosław Stempin i Tadeusz Wróblewski.

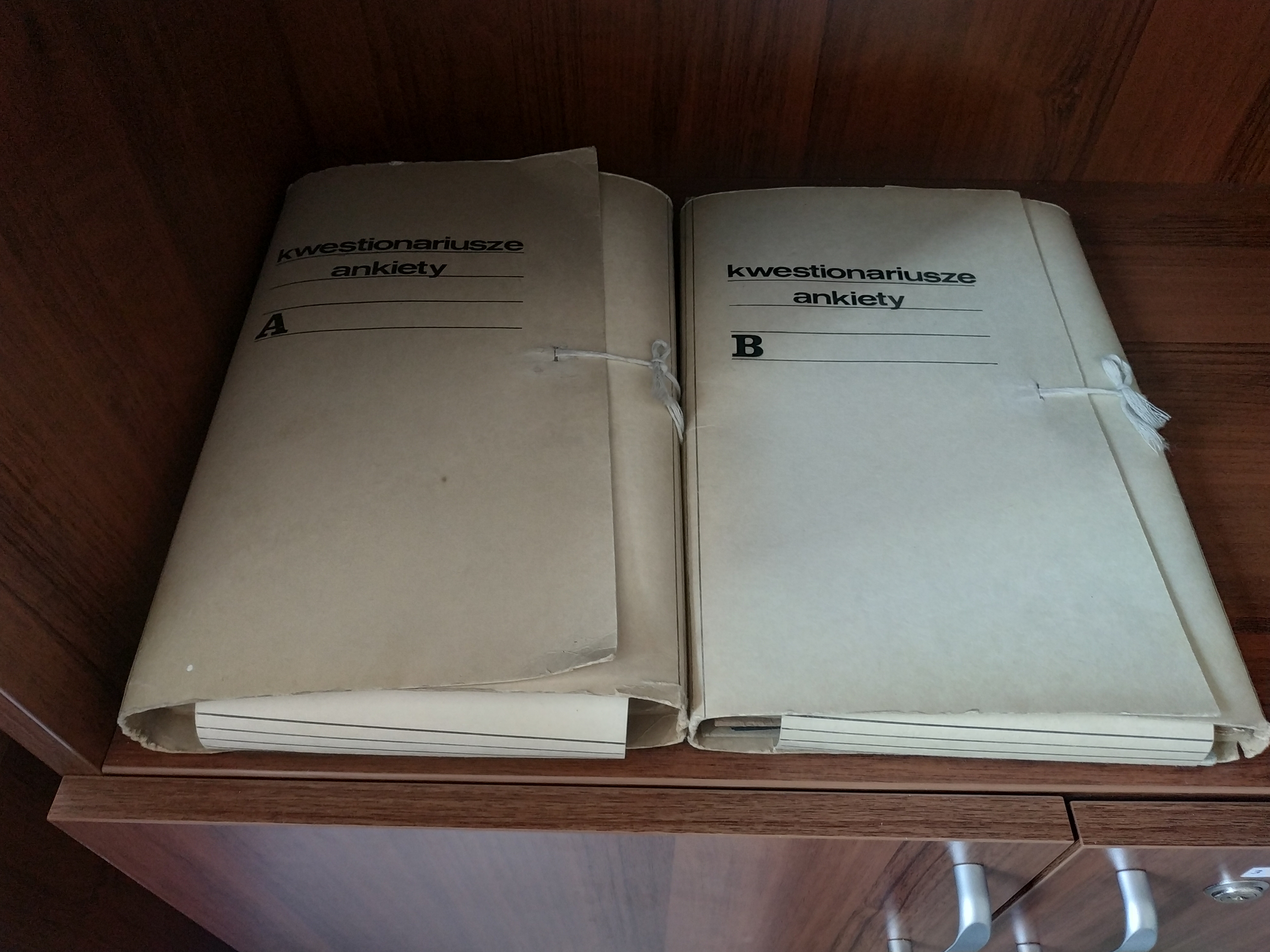
Zbiór ankiet i kwestionariuszy terenowych w archiwum Instytutu Antropologii i Etnologii UAM w Poznaniu

### Zbiór fotografii bez negatywów
jest bardzo zróżnicowany tematycznie, a dotyczy głównie obszaru Polski, ale także Azji. Fotografie te trafiały do archiwum głównie z badań terenowych, były sprowadzane w związku z realizacją określonych tematów, były reprodukowane albo wykonane dla Instytutu, a także otrzymano komplety odbitek od zaprzyjaźnionych z Instytutem fotografów, badaczy oraz studentów. 

### Zbiór przeźroczy
to mniej więcej w połowie obrazy z Polski, szczególnie z imprez folklorystycznych, zdjęcia architektury i sztuki ludowej, a z drugiej strony fotografie z Etnologicznej Wyprawy Azjatyckiej „EWA-76” do Afganistanu, sporo miejsca zajmują też reprodukcje wykonane do celów dydaktycznych czy badawczych. Autorami przeźroczy są m.in.: Józef Burszta, Marek Gawęcki, Katarzyna Gołąb-Marciniak, Adam Kalemba, Marcin Krupski, Stanisław Kusza, Bogusław Linette, Andrzej Lipski, Danuta Penkala, Jarosław Stempin, Marek Szczepański, Ryszard Vorbrich i Tadeusz Wróblewski.

### Zbiór filmów
jest niewielki, a rozpoczyna go przedwojenna kolekcja etnograficznych filmów niemieckich z lat 30. XX wieku, które z czasem zostały przegrane na kasety video, a w ostatnim czasie na płyty CD; możemy na tych filmach obejrzeć m.in.: wyrób sabotów, gontów, krzeseł, śledzić wyrąb drewna i jego spław, prace garbarskie, tkackie, rolne, młynarskie, pasterskie, obróbkę bursztynu, odlewanie dzwonów czy obrzęd weselny. Są tam też dwa filmy z Wyprawy do Afganistanu w 1976 r. pt.: „Afgański bazar” oraz „Hajdarzy”. Pierwszy przedstawia: ówczesne środki transportu, targi zwierząt, handel wełną i dywanami; ukazuje pracę rzemieślników – naprawę ceramiki i obuwia oraz toczenie wrzecion; prezentuje wyroby drewniane i naczynia gliniane; dokumentuje pracę dzieci; obrazuje stragany z owocami i warzywami, kramy, smażalnię szaszłyków i herbaciarnię. Drugi przedstawia fascynującą etnologów społeczno-zawodową grupę kowali Hajdari zamieszkujących wówczas wieś Hajdarihāna w północno-zachodnim Afganistanie. Przybywają oni na bazar do miejscowości Qaisār z mobilną kuźnią, wykuwają pod gołym niebem rozmaite wyroby z metalu i świadczą usługi, m.in. podkuwają konie. Ponadto archiwum posiada filmy współcześnie wyprodukowane, a dotyczące m.in. Wielkopolski i jej kultury ludowej czy Bałkanów.

### Zbiór materiałów z wywiadów terenowych
które były prowadzone w ramach badań realizowanych w Instytucie od końca lat 50., głównie na terenie Wielkopolski, ale także na Ziemiach Zachodnich i Północnych; tematami, które się przewijają w tych materiałach są m.in.: zwyczaje doroczne i rodzinne, religijność ludowa, rodzina, pożywienie, naczynia i narzędzia, budownictwo, hodowla, wystrój wnętrz, plastyka obrzędowa, wytwórczość rzemieślnicza, współżycie sąsiedzkie, ruch społeczno-kulturalny, gospodarowanie, styl życia, folklor, transport i komunikacja, prawo ludowe, stosunki społeczne, obrzędowość doroczna i rodzinna, higiena, pszczelarstwo, ziołolecznictwo i medycyna ludowa oraz wiele innych szczegółowych zagadnień.

### Zbiór wycinków prasowych
posegregowany jest rzeczowo-geograficznie. Znajdziemy tu teksty dotyczące m.in. historii Instytutu, biografii, wypraw etnograficznych, absolwentów, różnych dziedzin życia wiejskiego (gospodarki, techniki, rzemiosła, pożywienia, obrzędowości, folkloru i folkloryzmu, sztuki ludowej i nieprofesjonalnej) i ich przeobrażeń, religioznawstwa, muzealnictwa i ochrony zabytków, regionalizmu, kultury współczesnej i jej przemian, Polonii i mniejszości narodowych w Polsce, zagadnień etnicznych. Ponadto gromadzone są materiały etnograficzne z poszczególnych kontynentów.

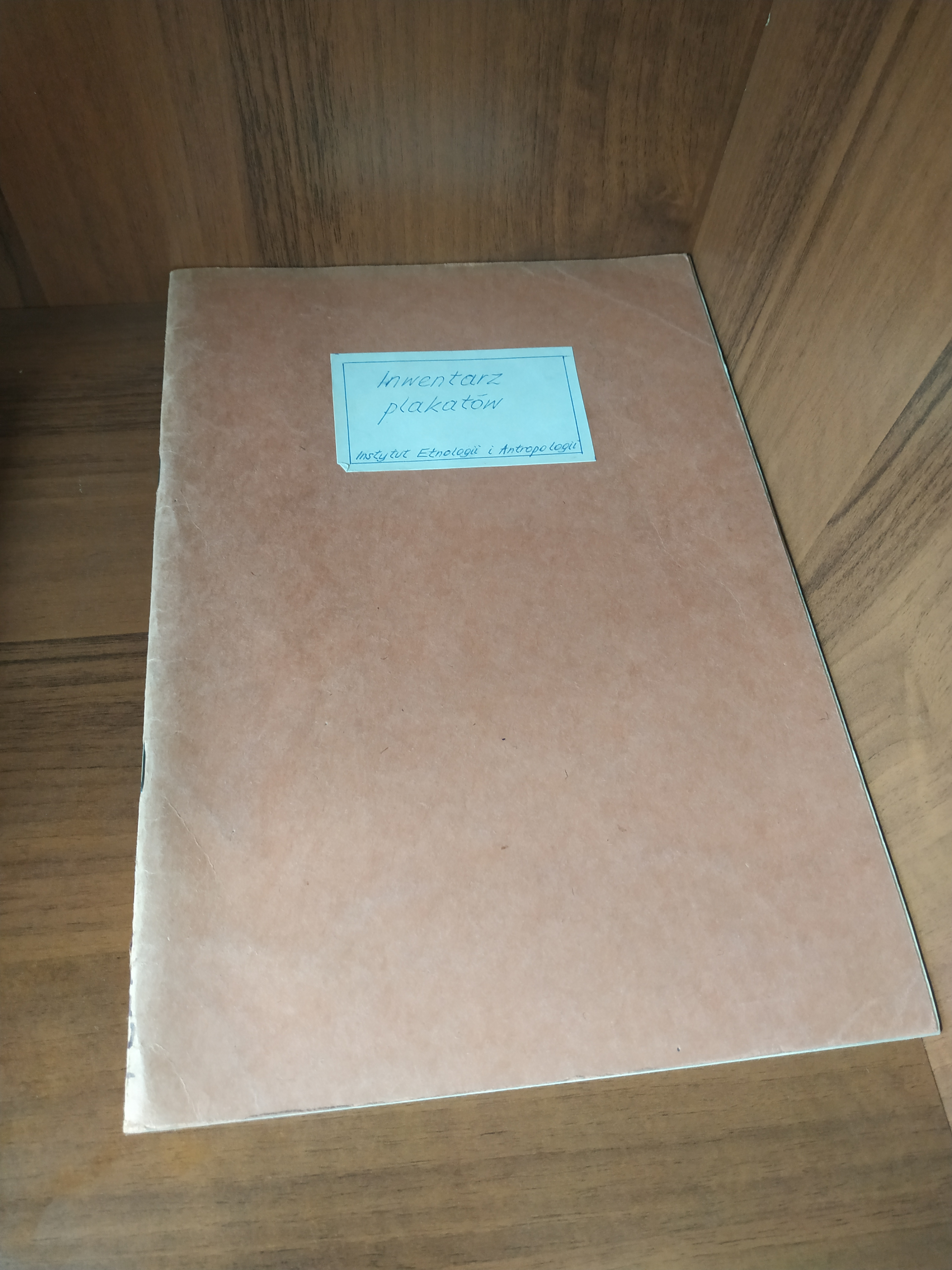
Inwentarz plakatów archiwum Instytutu Antropologii i Etnologii UAM w Poznaniu

### Zbiór maszynopisów i rękopisów
prezentuje dość szeroką gamę tematyczną i zawiera m.in. wywiady terenowe z Afganistanu, wykazy bibliograficzne, opracowania różnych tematów z kultury ludowej Wielkopolski czy sprawozdania z badań terenowych. Są to także referaty oraz kserokopie niektórych trudno dostępnych materiałów opublikowanych.

### Zbiór nagrań magnetofonowych
obejmuje nagrania muzyczne i wywiady terenowe z Afganistanu, nagrania z konferencji i uroczystości instytutowych, nagrania wystąpień i dyskusji, kasety załączone do publikacji, itd.

### Zbiór autorskich kwestionariuszy i ankiet do badań terenowych
realizowanych przez pracowników Instytutu w ramach prowadzonych projektów badawczych albo przez studentów w ramach praktyk terenowych; pochodzą one z lat 1953-1993; zgromadzone zostały także inne tego rodzaju materiały spoza Instytutu, które służyły jako wzorce do celów dydaktycznych na zajęciach z metodyki badań terenowych;

### Zbiór katalogów, folderów, informatorów i przewodników muzealnych i wystawowych
zaczęto tworzyć z myślą o zabezpieczeniu i w obawie przed rozproszeniem drobnych wydawnictw etnograficznych pojawiających się w Instytucie nie tylko z Wielkopolski, ale także z Polski i świata. Pochodzą one z lat 1952-2015;

### Zbiór rysunków
pochodzących głównie z wyprawy do Afganistanu w 1976 roku (Etnologiczna Wyprawa Azjatycka „EWA-76”), a wykonanych przez Marka Bero, ówczesnego studenta i uczestnika wyprawy. Ponadto zebrano prace studentów powstałe podczas zajęć dydaktycznych z rysunku oraz wykonane podczas badań terenowych czy do publikacji. Tematycznie są to głównie prace dotyczące budownictwa, sztuki ludowej, garncarstwa, narzędzi i sprzętów, elementów wyposażenia wnętrz oraz plany wsi. Rysunki te powstawały w latach 1912-1976.

### Zbiór pocztówek etnograficznych
został zinwentaryzowany w 1984 roku i od tego czasu systematycznie powiększa się, a był uzupełniany także zakupami antykwarycznymi, stąd pochodzenie zgromadzonych pocztówek datowane jest na lata 1910-2016. Zbiory dotyczą nie tylko Polski, ale całego świata (spora kolekcja z Łużyc), a jeżeli chodzi o tematykę to przede wszystkim obejmuje ona: budownictwo wiejskie, muzealnictwo etnograficzne (także skansenowskie), strój ludowy i haft, sztukę ludową i nieprofesjonalną (m.in. pisanki, wycinanki, rzeźbę, instrumenty, malarstwo na szkle, ceramikę), obrzędowość czy zespoły folklorystyczne.

### Zbiór plakatów
nie jest duży i systematycznie gromadzony, składają się nań plakaty i afisze, które trafiają do Instytutu z różnych powodów: organizowanych i współorganizowanych imprez, jako darowizny pracowników lub absolwentów czy docierają do Instytutu jako materiał informacyjny.

### Spuścizny naukowe
Oprócz ww. inwentarzy i zbiorów w archiwum Instytutu znajduje się kilka częściowych spuścizn naukowych, po Lucjanie Turkowskim, który w czasie wojny i tuż po niej przebywał na Bliskim Wschodzie prowadząc prace terenowe w Górach Judzkich, Jerzym W. Szulczewskim, nauczycielu, przyrodniku i etnografie, materiały dotyczące działalności Józefa Burszty, kierowniku Katedry Etnografii UAM i Tadeusza Wróblewskiego, pracownika Katedry.

## Działalność

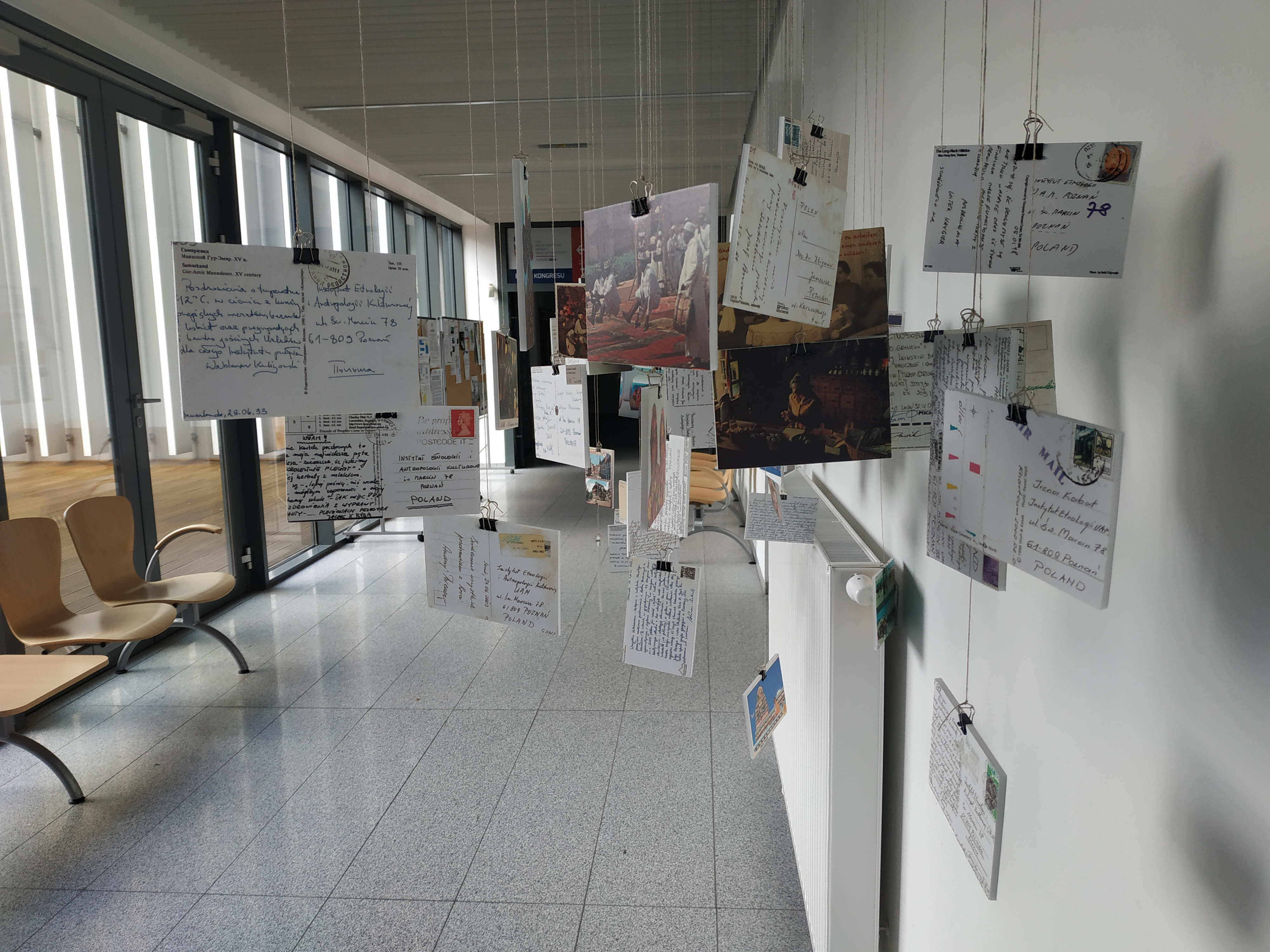
Wystawa pocztówek "Pozdrowienia z terenu" w Instytucie Antropologii i Etnologii UAM w Poznaniu

Z upływem lat archiwum Instytutu wychodząc naprzeciw aktualnym potrzebom coraz bardziej rozszerzało zakres swojej działalności. Stąd gromadzi także materiały do historii i działalności naukowej Instytutu Antropologii i Etnologii, jego pracowników wraz z historią zatrudnienia, organizowanych konferencji, a ponadto przygotowuje wykaz publikacji o Instytucie (569 pozycji od 1945 roku) oraz wykazy wypromowanych doktorów i doktorów habilitowanych z zakresu etnologii od początku istnienia Instytutu. Tutaj przygotowywana jest także bibliografia pracowników, bibliografia doktorantów, bibliografię studentów od 2008 roku, bibliografię opublikowanych prac (lub ich fragmentów) licencjackich (od 2010 roku) i magisterskich (od 2009 roku). Archiwum prowadzi ponadto rejestr obronionych prac magisterskich u poszczególnych promotorów.
W archiwum powstał (i jest kontynuowany) katalog absolwentów, który służy do rejestracji ich liczby oraz losów zawodowych. Jest on bardzo przydatny w utrzymywaniu kontaktów zawodowych z absolwentami oraz przy organizacji kolejnych zjazdów absolwentów. Tworzona jest także w miarę możliwości bibliografia absolwentów (od 2011 roku) oraz rejestr publikacji o absolwentach, ich działalności i losach.
Pracownik archiwum w związku z gromadzonymi materiałami przygotowuje systematycznie dane m.in. do oceny parametrycznej Instytutu czy do raportu samooceny Instytutu w związku z procedurami akredytacyjnymi, przygotowuje i udostępnia także materiały do zajęć dydaktycznych oraz badań terenowych, opracowuje materiały bibliograficzne, ilustracyjne i inne do przygotowywanych wydawnictw.

## Upowszechnianie

### Cyfrowe Archiwum im. Józefa Burszty

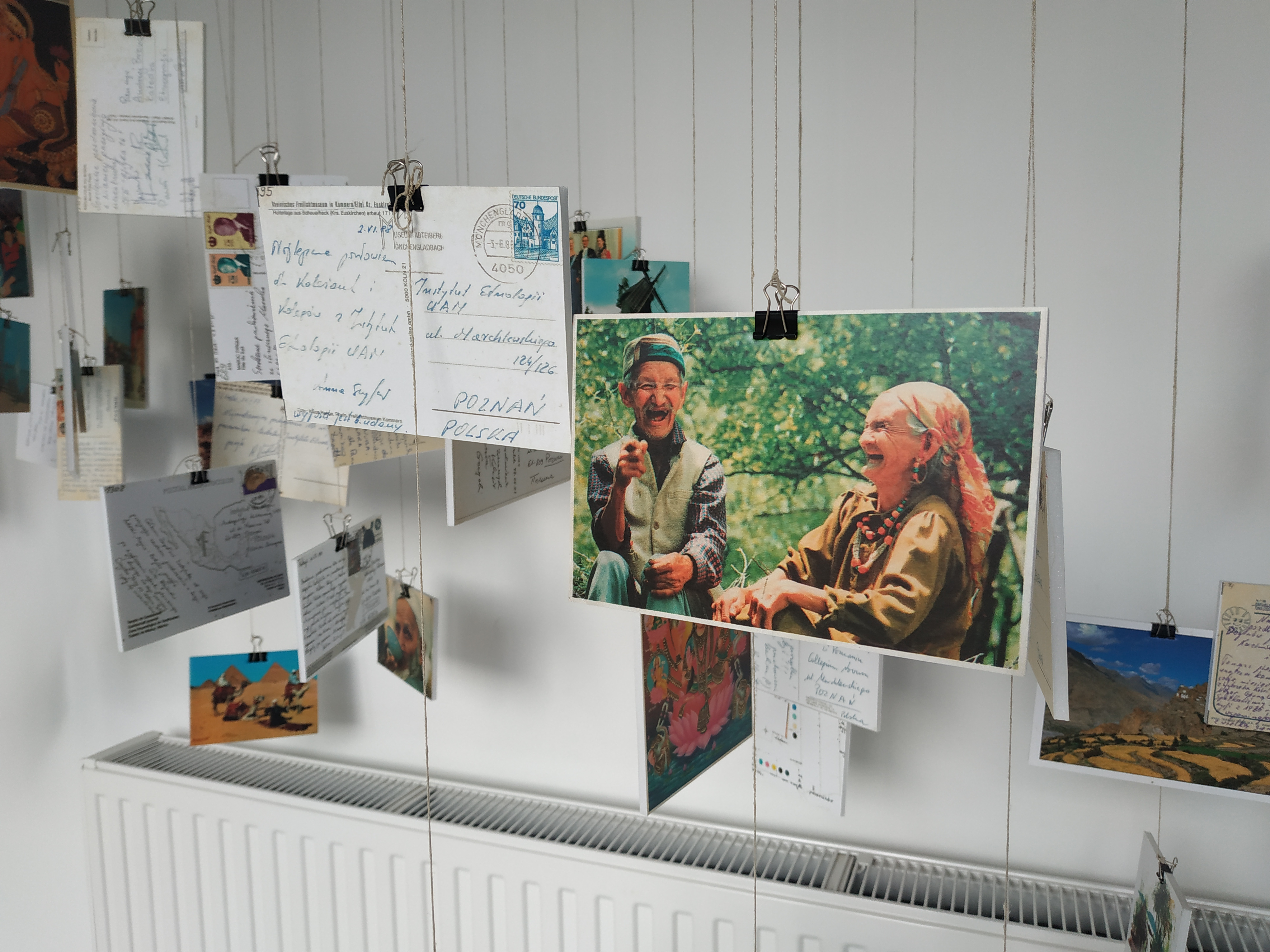
Wystawa pocztówek "Pozdrowienia z terenu" w Instytucie Antropologii i Etnologii UAM w Poznaniu

Unikatowe materiały audiowizualne pozyskane w trakcie badań etnograficznych prowadzonych w Instytucie Etnologii i Antropologii Kulturowej Uniwersytetu im. Adama Mickiewicza w Poznaniu przez pracowników, współpracowników doktorantów i studentów Instytutu, udostępniane są w Cyfrowym Archiwum im. Józefa Burszty, które powstało w ramach projektu dofinansowanego ze środków Ministerstwa Kultury i Dziedzictwa Narodowego Program Kolberg 2014 - Promesa. Jego realizacja przypadła na rok 2014. Pełna nazwa projektu to: Cyfrowe Archiwum im. Józefa Burszty – digitalizacja archiwaliów oraz ich udostępnienie w Internecie. To platforma cyfrowa o charakterze popularnonaukowym i edukacyjnym udostępniająca archiwalną i bieżącą dokumentację z badań etnograficznych prowadzonych przez IEiAK UAM w Poznaniu oraz efekt praktycznej działalności etnograficznej i antropologicznej – badań terenowych. Integralną częścią Cyfrowego Archiwum jest prezentacja sylwetki naukowej prof. Józefa Burszty, przypomnienie jego bogatego i zróżnicowanego dorobku naukowego oraz popularnonaukowego poprzez udostępniony wykaz bibliograficzny. Docelowo w archiwum sukcesywnie zamieszczane będą wybrane publikacje autorstwa prof. Józefa Burszty w wersji elektronicznej. Cyfrowe Archiwum im. Józefa Burszty powstało dzięki Agacie Stanisz, Annie Weronice Brzezińskiej, Irenie Kabat, Zbigniewowi Jasiewiczowi i Danucie Penkali-Gawęckiej.

### Wystawa fotograficzna "Etnografowie w terenie"
Zgromadzone w archiwum fotografie zostały udostępnione w formie wystawy "Etnografowie w terenie". Projekt wystawy otrzymał w roku 2014 częściowe dofinansowanie ze środków Ministerstwa Kultury i Dziedzictwa Narodowego (program Dziedzictwo Kulturowe - Kultura Ludowa)  z ramienia Fundacji Laboratorium Inicjatyw Międzykulturowych KEJ (projekt: "100 fotografii w setną rocznicę urodzin prof. Józefa Burszty"). Wystawa stanowi integralną część Cyfrowego Archiwum im. Józefa Burszty.

### Wystawa pocztówek "Pozdrowienia z terenu"
W archiwum znajduje się zbiór pocztówek, które przysyłane są przez pracowników, doktorantów i studentów Instytutu Antropologii i Etnologii UAM przebywających na badaniach terenowych. Za pomysł i realizację wystawy odpowiedzialne są Anna Weronika Brzezińska, Irena Kabat i Michalina Milewska.